# Massetalbrücke
Die Massetalbrücke ist eine Eisenbahn-Bogenbrücke der Neubaustrecke Ebensfeld–Erfurt am Rand des Ortsteils Oelze der südthüringischen Gemeinde Katzhütte. Sie überspannt mit einer Länge von 385 m das Tal der Masse und ist mit einer Höhe über Talgrund von bis zu etwa 78 m das höchste Bauwerk der Neubaustrecke.
Die für Februar 2009 bis Juni 2011 geplante Errichtung des Bauwerks wurde am 1. August 2008 europaweit ausgeschrieben. Die Submission war für den 28. Oktober 2008 angesetzt. Letztlich wurde das Bauwerk Anfang Mai 2009 vergeben. Ende 2013 waren die Rohbauarbeiten beendet.
Im Rahmen der Bauarbeiten sollen ca. 30.000 m³ Dämme geschüttet und rund 20.000 m³ Massen ausgehoben und deponiert werden. Etwa 300 Meter Straßen und Wege sollen neu- bzw. ausgebaut werden.
Die geschätzte Bausumme vor Ausschreibung betrug 11,5 Millionen Euro. Sie liegt inzwischen (Stand: 2012) bei 15,7 Millionen Euro.

## Verlauf
Das Bauwerk liegt zwischen den Streckenkilometern 137,131 und 137,516. Die Brückentrasse verläuft weitgehend in einer Geraden, teils auch in einem Übergangsbogen. Nördlich schließt sich der Tunnel Fleckberg dem Bauwerk an, südlich folgt der Tunnel Masserberg. Ein etwa 100 m langer und bis zu 9 m tiefer Einschnitt auf der Nordseite, verschiedene Durchlässe und Regenrückhaltebecken sowie die Verlegung zweier Forstwege waren ebenfalls Teil der Baumaßnahmen.

## Unterbau

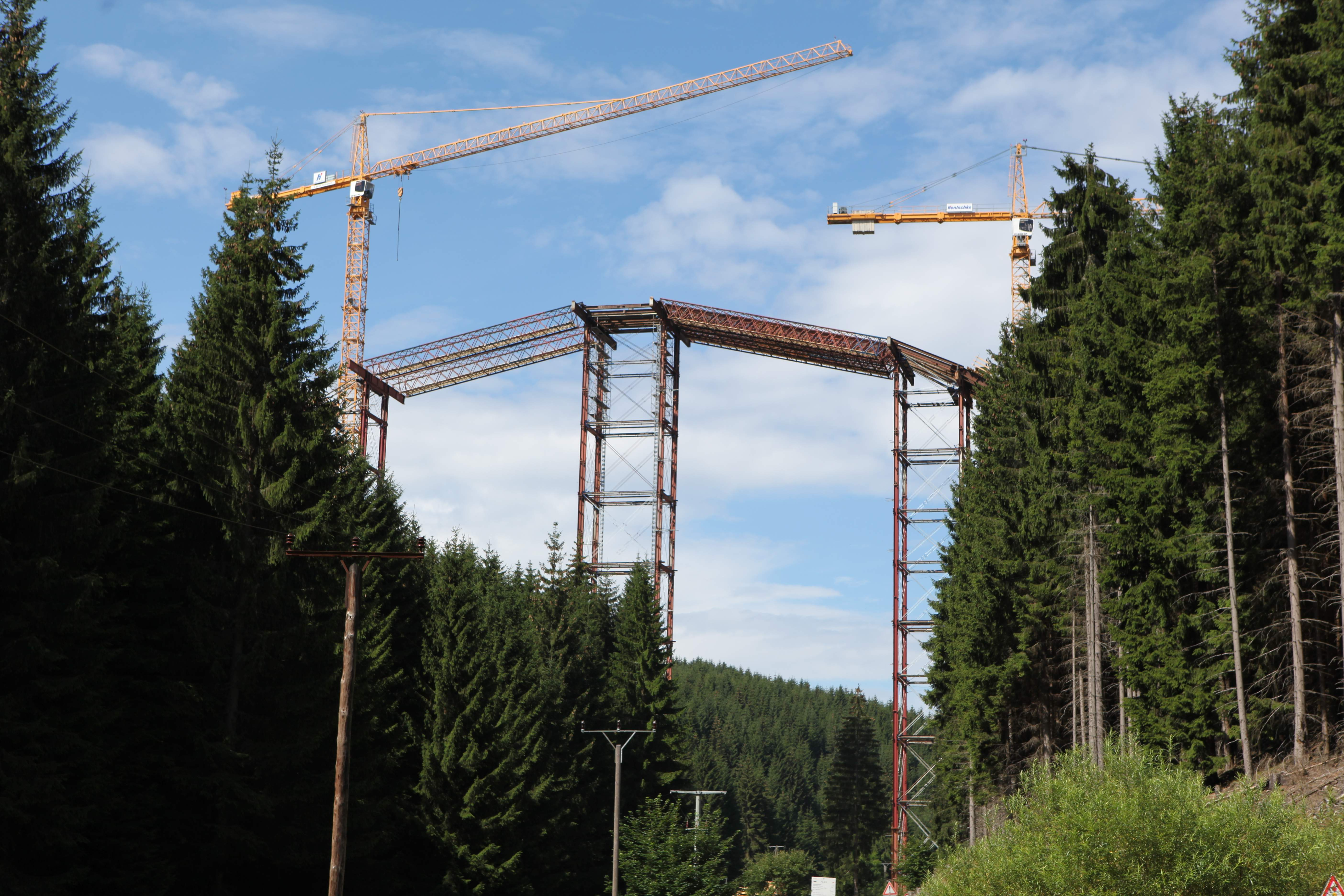
Traggerüst Juli 2010

Die Pfeiler der Brücke haben einen rechteckigen Stahlbetonhohlquerschnitt mit gebrochenen Ecken und verjüngen sich mit einem Anzug von 70:1 nach oben. Die sechs Ständer auf dem Bogen weisen keinen Anzug auf, deren Abmessungen sind konstant. Auch der Stahlbetonbogen mit 165 m Stützweite hat einen Hohlquerschnitt mit variabler Höhe und Breite und ist begehbar. Der Bogen wurde mit einem bodengestützten Traggerüst bei Abschnittslängen von etwa 15 m errichtet. Die Herstellung des Bogenquerschnittes erfolgte von beiden Kämpfer aus abschnittsweise in symmetrischen Takten. Zuerst wurde die Bodenplatte, dann nachlaufend die seitlichen Stege und abschließend die obere Platte betoniert. Ende April 2011 wurde der letzte Bogenabschnitt betoniert und im Mai folgte das Absenken sowie am 23. Mai der seitliche Verschub des Traggerüstes. Die Unterbauten sind alle flach gegründet. Die 9 m tiefen Kämpferfundamente bestehen aus jeweils rund 1000 m³ Beton und 130 t Betonstahl.
Das Gerüst wurde von fünf Gerüsttürmen mit jeweils acht Stielen und zwei Stützjochen an den Kämpfern getragen. Der Mittelturm hatte eine Höhe von rund 70 m und einen Grundriss von 9 × 7 m. Die im Abstand von 26 m stehenden, benachbarten Türme waren etwa 50 m hoch bei einem Grundriss von 7 × 7 m. Es folgen im Abstand von 17 m Türme mit 25 m Höhe und 6 × 7 m Basis. Die Bogenschalung wurde zwischen den Türmen von Längsträgern HEB 800 oder Gitterträgern getragen. Die gesamte Konstruktion hatte eine Masse von 1000 to. Die Standsicherheit des Bauwerkes im Bauzustand wurde durch ein statisches Zusammenwirken von Traggerüst und entstehendem Bogen sichergestellt. Das Traggerüst wurde abschnittsweise aufgebaut und der Beginn der Bogenherstellung war vor Scheitelschluss des Traggerüsts.

## Überbau

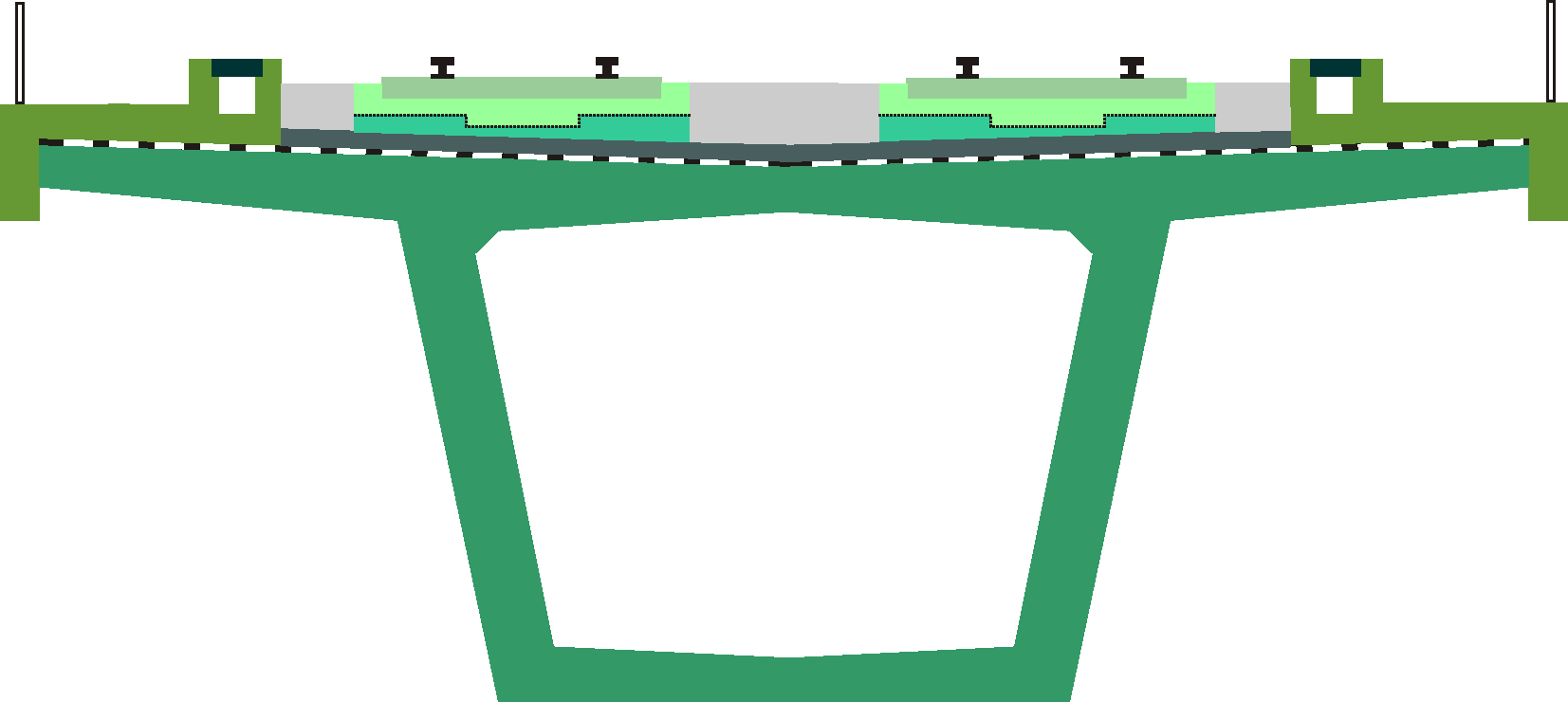
Querschnitt Überbau

Der Überbau weist als Bauwerkssystem den Durchlaufträger mit 12 Feldern auf. Südlich des Bogens sind drei Öffnungen mit 44 m Stützweite, über dem Bogen für den aufgeständerten Fahrbahnträger sieben Öffnungen mit je 23,57 m Stützweite und nördlich des Bogens zwei Felder mit 44 m Stützweite vorgesehen. Der Überbau hat die Querschnittsform eines einzelligen Stahlbetonhohlkastens mit geneigten Stegen, in Längsrichtung vorgespannt. Zusätzlich ist die Fahrbahnplatte in Querrichtung vorgespannt. Die Regelbreite des Überbaus beträgt 14,1 m. Die Konstruktionshöhe ist 3,6 m. Der Festpunkt liegt im südlichen Widerlager. Da die Strecke im Grundriss im Bereich der Brücke teils gerade und teils gekrümmt ist, besitzt der Überbau im Grundriss einen Ersatzkreisbogen mit dem Radius 34.000 m und variable Kragarmlängen um den Bau im Taktschiebeverfahren zu ermöglichen. Im Mai 2012 wurde der letzte Takt (Takt Nummer 18) des Überbaus betoniert und am 29. Mai folgte der letzte 33 m lange Verschubtakt.

## Bauzustände

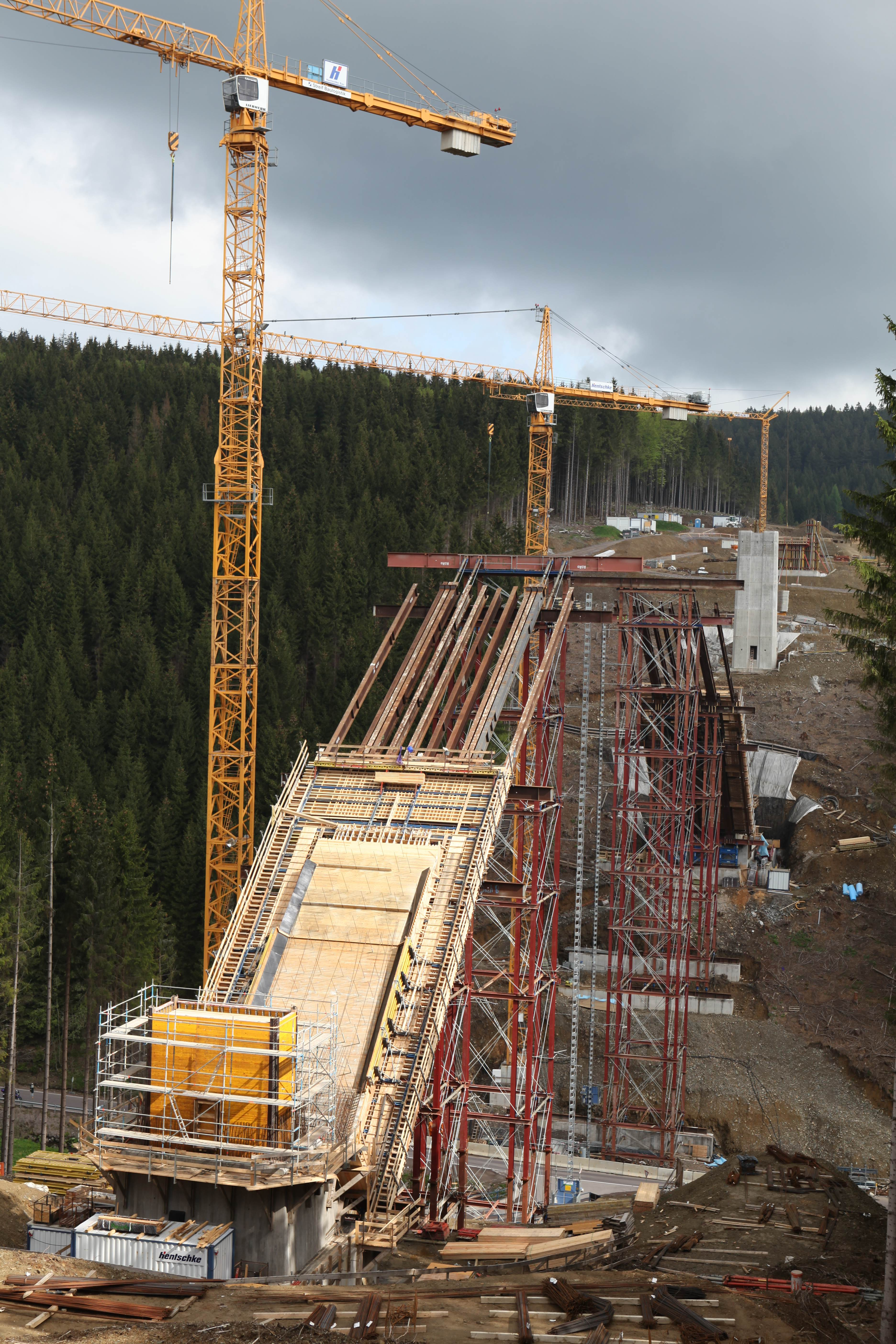
Traggerüst, Mai 2010
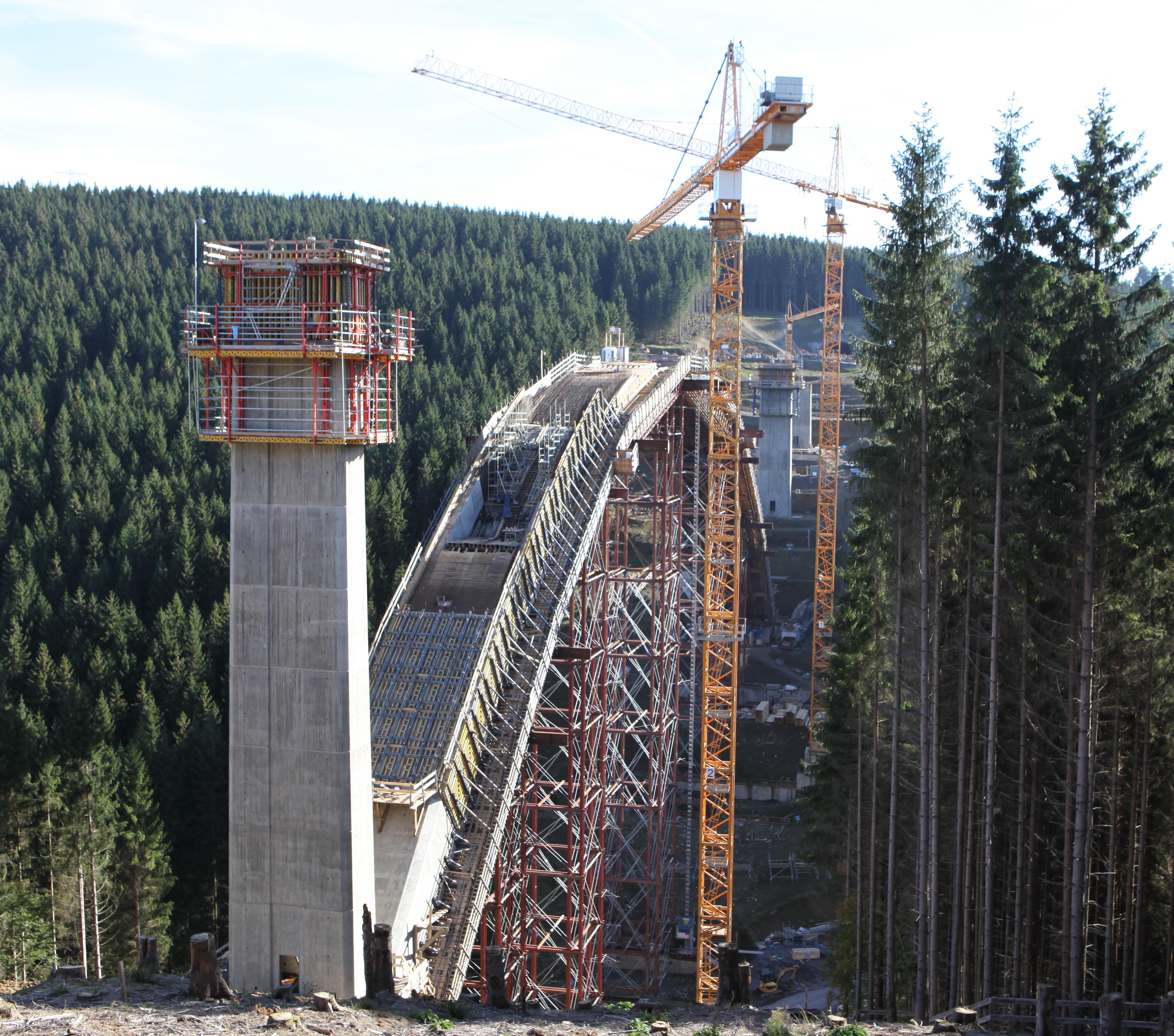
Nördlicher Brückenbogen, Oktober 2010
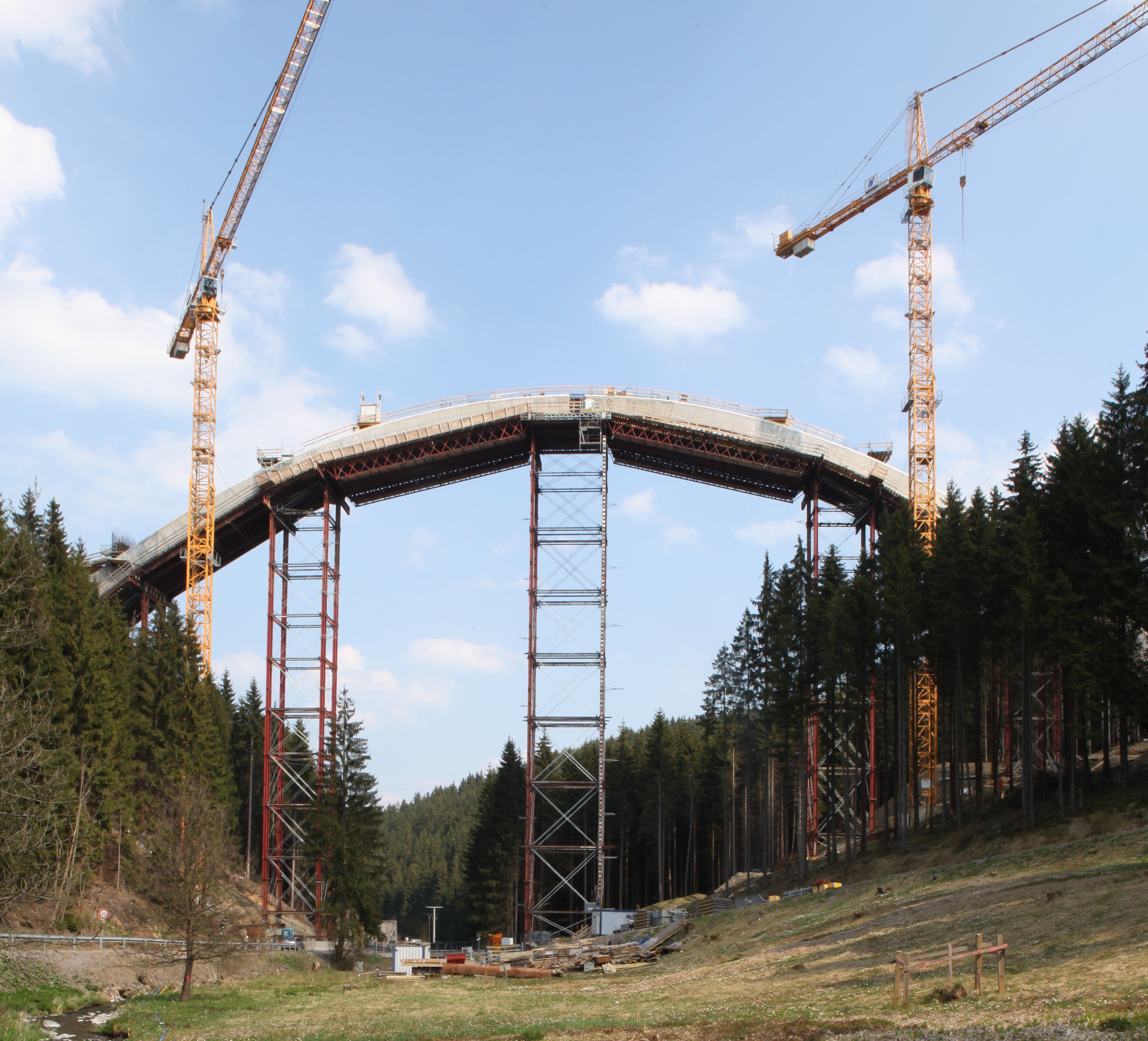
April 2011
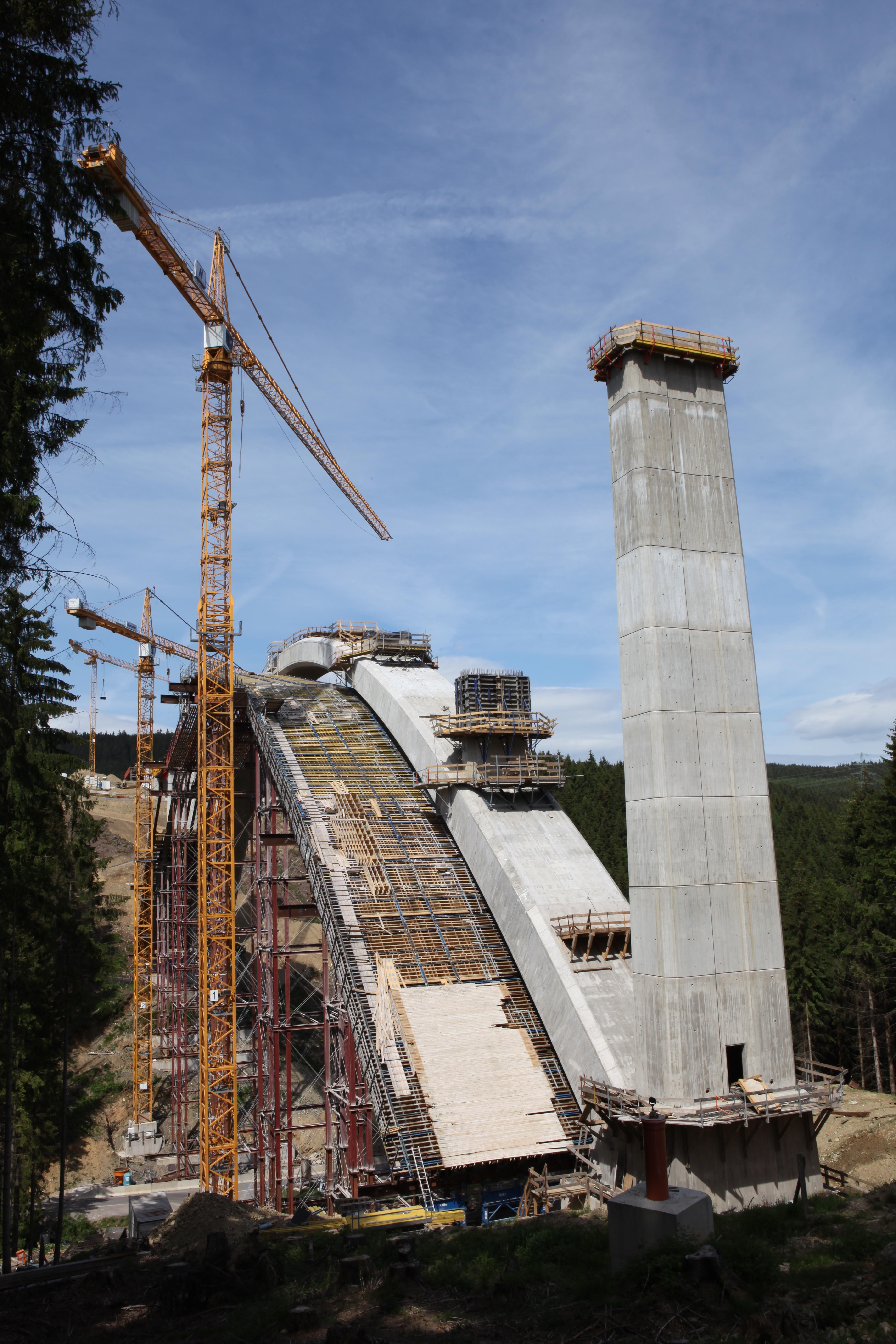
Rausgeschobenes Traggerüst, Mai 2011
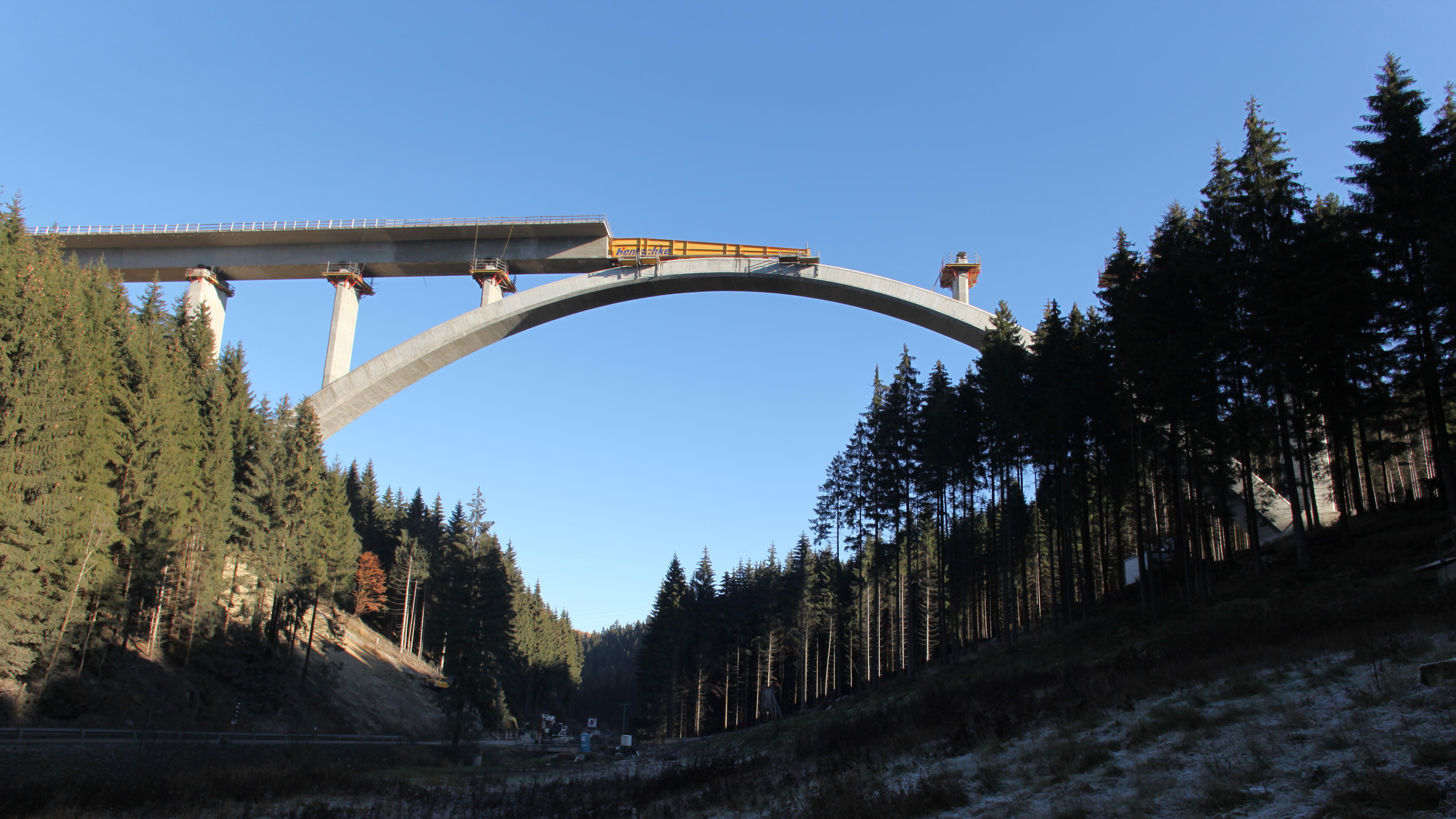
Taktschiebeverfahren November 2011